# Рёбра (грампластинка)

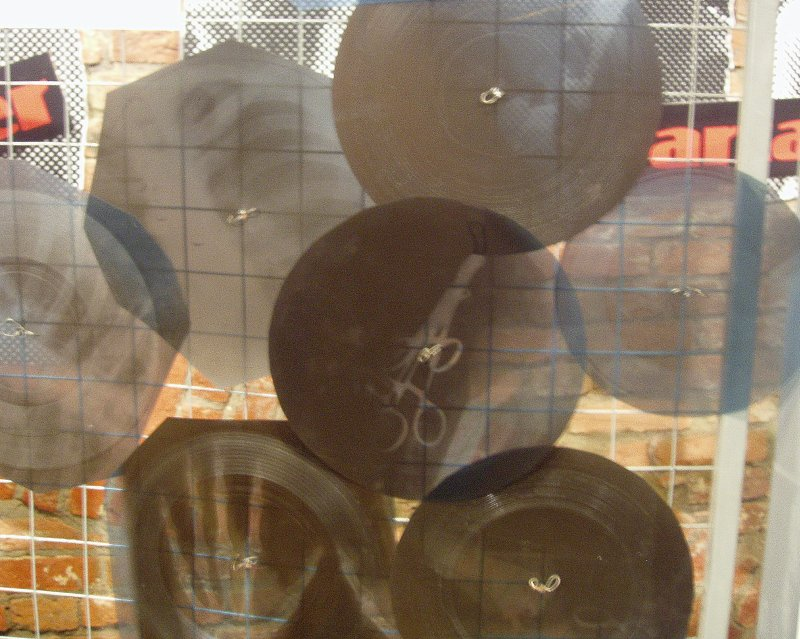
«Рёбра» в экспозиции музея «Винзавод»

«Рёбра» (также «рентгениздат», «кости», «музыка на костях», «музыка на рёбрах») — сленговое название подпольно изготавливавшихся в СССР из рентгеновских плёнок кустарных аналогов гибких грампластинок. Такая же практика распространилась в соседние с СССР страны соцлагеря.

## История
В СССР записи на рентгеновских плёнках появились во второй половине 1940-х годов и вышли из обихода примерно во второй половине 1960-х годов, а по другим данным несколько позже. Одной из первых записывающих студий считается основанная в 1946 году в Ленинграде артельная студия «Звукозапись», в которой использовался привезённый из Польши звукозаписывающий аппарат «Телефункен» немецкого производства.

## Методика

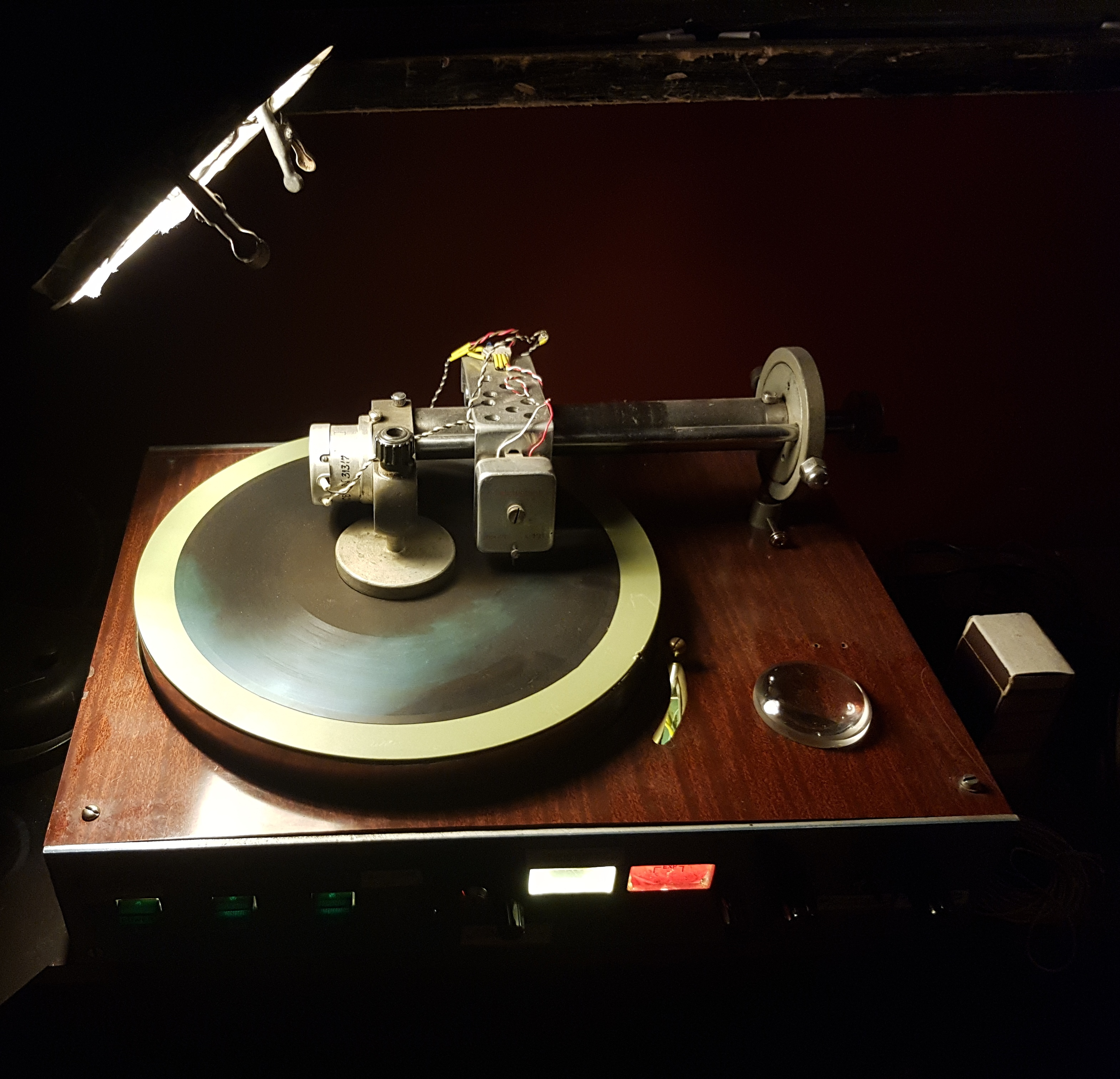
Переделанное из электрофона приспособление для кустарной звукозаписи

Для грамзаписи использовались медицинские рентгеновские снимки (фабрики «Свема»), как правило, использованные, которыми кустарям удалось завладеть в медучреждениях. Основную массу использованных снимков составляла флюорография грудной клетки, отсюда и название — «рёбра». Рентгеновские снимки разрезались на 7-дюймовые диски («миньоны»), центральное отверстие прожигалось в них при помощи паяльника или сигареты. По словам российского музыкального критика Артемия Троицкого, канавки нарезались на скорости 78 об/мин с помощью переоборудованных умелыми руками заговорщиков старых граммофонов.

## Торговля
Цена «записей на костях» была сравнительно низкой, рубль или полтора рубля. Для основных покупателей таких записей — молодёжи и студентов — и это не казалось дёшево, на такую сумму можно было хорошо прожить день, но «оригинальные» виниловые диски западных исполнителей стоили на чёрном рынке гораздо дороже, около 120 рублей, что было сравнимо с месячной зарплатой инженера. Готовые «рёбра» можно было проигрывать от пяти до десяти раз.

## Противодействие властей
В 1958 году были приняты законодательные ограничения, запрещавшие самостоятельную грамзапись и устанавливавшие за неё уголовную ответственность (как правило, «рентгениздатели» привлекались по ст. 162 Уголовного кодекса, «Занятие запрещённым промыслом», устанавливавшей 4 года лагерей с конфискацией всего имущества, где под запрещённым промыслом понималось «размножение частными лицами грамзаписей и магнитных записей»).
Как только в продаже появились доступные по цене магнитофоны и возникло такое явление как магнитиздат, кустарная грамзапись практически исчезла.

## В культуре
В четырнадцать лет начались мои первые нелады с миром, (у кого их нет?). И, чтобы выразить накопившееся в душе, не имея собственного голоса, я «врубал» до отказа регулятор громкости радиолы для мужественного низкого голоса Герберта Рида. «Шестнадцать тонн» — на пластинке из серии «Вокруг света» — как все это было давно! Очереди за этими пластинками в ГУМе. Лихие на вид парни в ярких шарфах, воровато оглядываясь, предлагали «пленки на костях»; «Рубль штука. Модерн! «Рок вокруг часов!» Билл Хэйли! Есть Армстронг. Берешь?» И все это продается вперемежку — джаз и рок. И все это предлагается шепотом, и сердце мое четырнадцатилетнее трепещет. А потом из окна на улицу «на всю катушку»: «Рок эраунд зэ клок!» Весело!
- В пьесе Виктора Славкина «Взрослая дочь молодого человека» (1979) стиляга 1950-х Прокоп находит старую запись: «Берцовая кость с переломом шейки бедра в двух местах… Парни, да эту же пластинку в музей надо. Молодежь ведь не знает, что у нас первые джазовые пластинки на рентгеновских снимках записывались. Джаз на костях! Музыка на ребрах! Скелет моей бабушки!».
- В песне Виктора Цоя «Когда-то ты был битником» есть слова: «Ты готов был отдать душу за рок-н-ролл, извлечённый из снимка чужой диафрагмы»[3].
- В песне «Мой старый блюз» лидера московской акустической группы «Бедлам» (конец 1990-х — 2002 гг.) Виктора Клюева есть слова: «Пластинка „на костях“ ещё цела, но не понять уже отдельных фраз».
- Процесс записи «на костях» продемонстрирован в фильме «Стиляги» (первоначальное название — «Буги на костях») 2008 года.